# Eberswalder Strasse
Eberswalder Strasse (tysk stavning: Eberswalder Straße) är en 520 meter lång öst-västlig genomfartsgata i norra delen av Berlins innerstad, belägen i stadsdelen Prenzlauer Berg. Gatan ingår i Berlins innerstadsringväg och ansluter i väster till Bernauer Strasse och i öster till Danziger Strasse.
Området norr om gatan tillhörde i början av 1800-talet godsägaren Griebenow, fram till att militären 1825 köpte området för att använda som en av de tre stora exercisplatserna norr om staden. Gatan vid exercisplatsens södra ände benämns Feldweg 53 i Hobrechtplanen från 1862. I samband med att bebyggelsen omkring gatan uppfördes fick gatan 1889 namn efter staden Eberswalde nordost om Berlin, och flera kringliggande gator fick också namn efter städer från samma region, som Choriner Strasse och Schwedter Strasse.
Gatans västra ände slutade under Berlins delning i Berlinmuren. På det tidigare exercisplatsområdet norr om gatan uppfördes under 1950-talet idrottsanläggningen Friedrich-Ludwig-Jahn-Sportpark och det tidigare gränsområdet som går från Eberswalder Strasse och norrut vid Schwedter Strasse är idag en offentlig park, Mauerpark.